# Dystrykt Toliara II
Toliara II – dystrykt Madagaskaru, wchodzący w skład regionu Atsimo-Andrefana. Według spisu z 2018 roku liczy 371,2 tys. mieszkańców. Największe miasto w dystrykcie to Betioky.